# Lisa Alther
Lisa Alther (ur. 23 lipca 1944) – amerykańska pisarka.

## Dzieła
- Kinflicks, 1976, proza
- Original Sins, 1981, proza
- Other Women, 1985, proza
- Bedrock, 1990, proza
- Five Minutes in Heaven, 1995, proza
- Kinfolks. Falling Off the Family Tree, 2007, nonfiction